# Azorela nahloučená
Azorela nahloučená (Azorella compacta) je druh rostliny z čeledi miříkovité. Je to vytrvalý stálezelený keř, vytvářející kompaktní, bochanovité polštáře. Květy jsou nenápadné, zelenavé. Rostlina tvoří charakteristickou složku vegetace nad hranicí lesa v některých oblastech puny v jihoamerických Andách. Je využívána jako palivo a v místní medicíně.

## Popis
Azorela nahloučená je stálezelený keř, tvořící kompaktní, bochanovité polštáře, které mohou dosáhnout průměru více než 2 metry a výšky přes 1 metr. Stonky jsou dřevnaté, silně větvené, pokryté starými listy. Na vrcholech větévek nesou hustě stěsnané vzrůstné vrcholy s přisedlými, 3 až 6 mm dlouhými a 1 až 4 mm širokými, vejčitými až podlouhlými listy. Květy jsou zelenavé, uspořádané po 1 až 5 v přisedlých až krátce stopkatých okolících. Plodem je dvounažka. Plody jsou okrouhlé, asi 4,5 mm dlouhé.

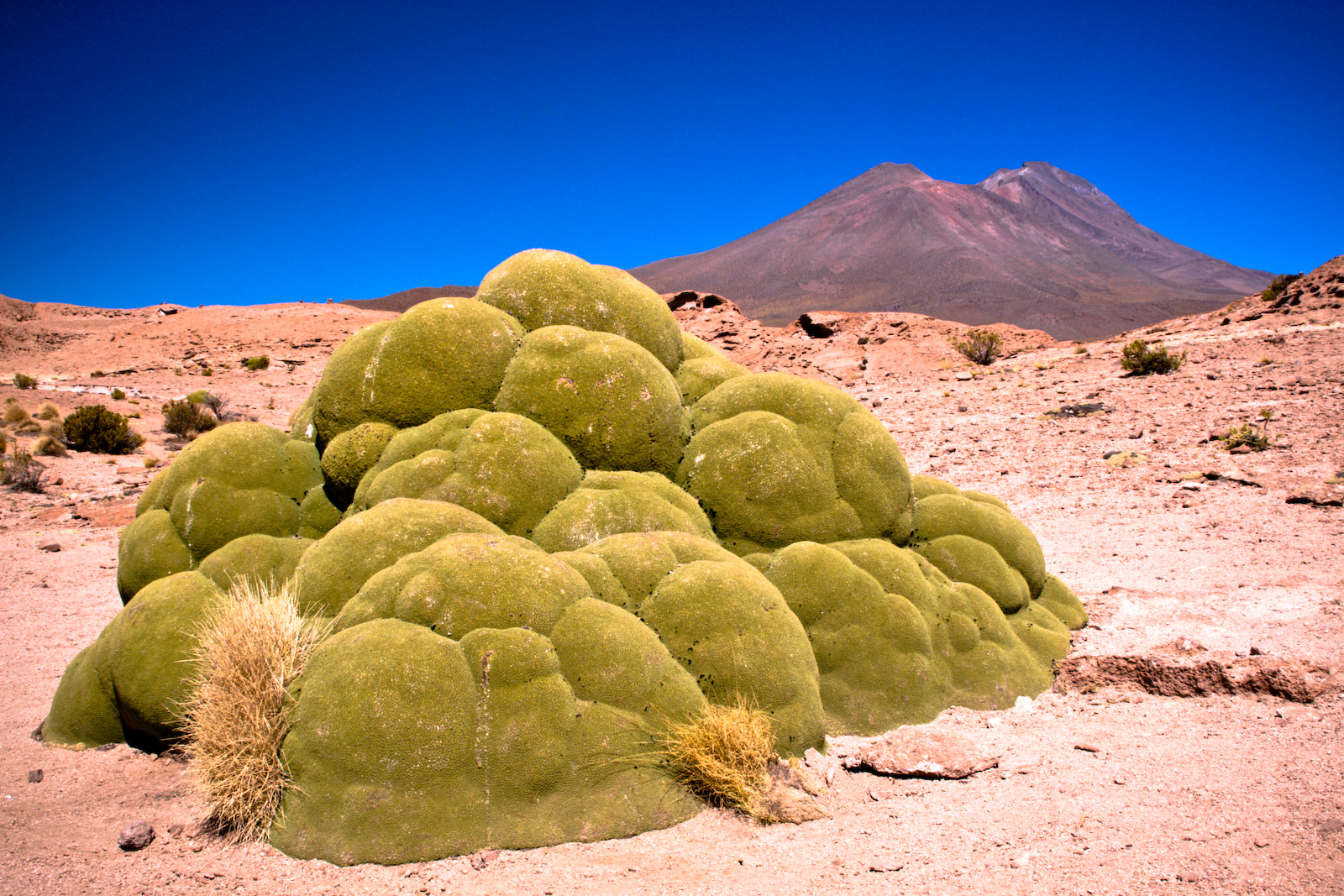
Letitý exemplář azorely nahloučené
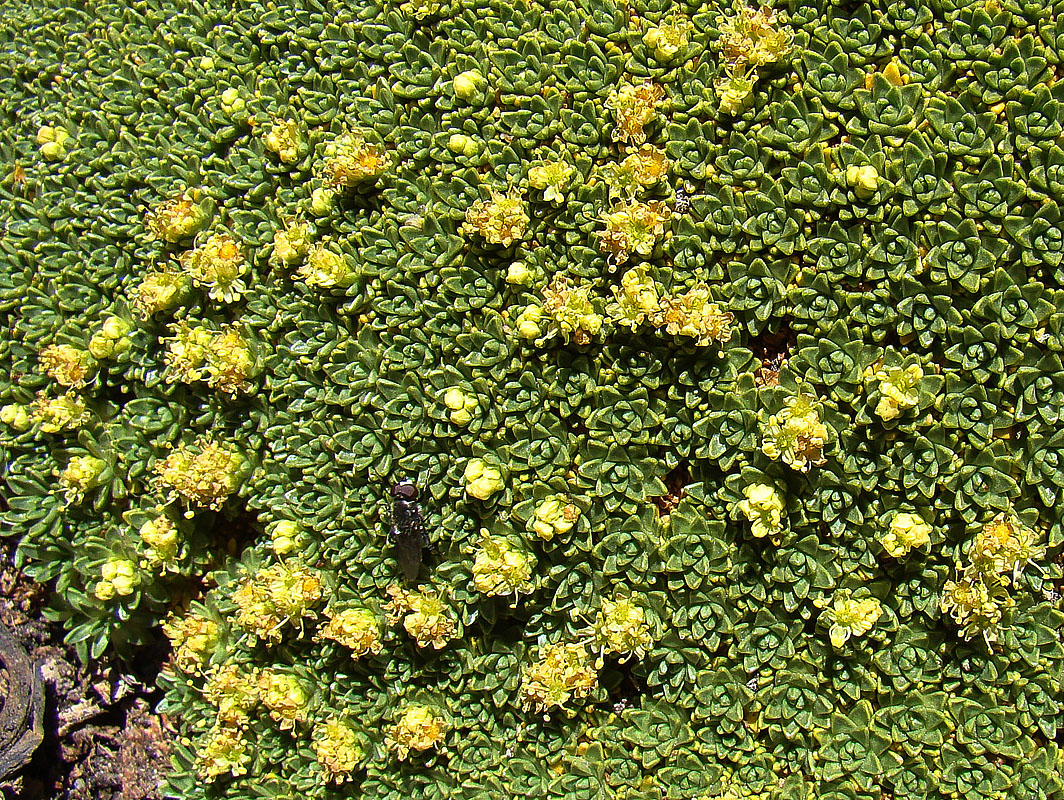
Detail květů
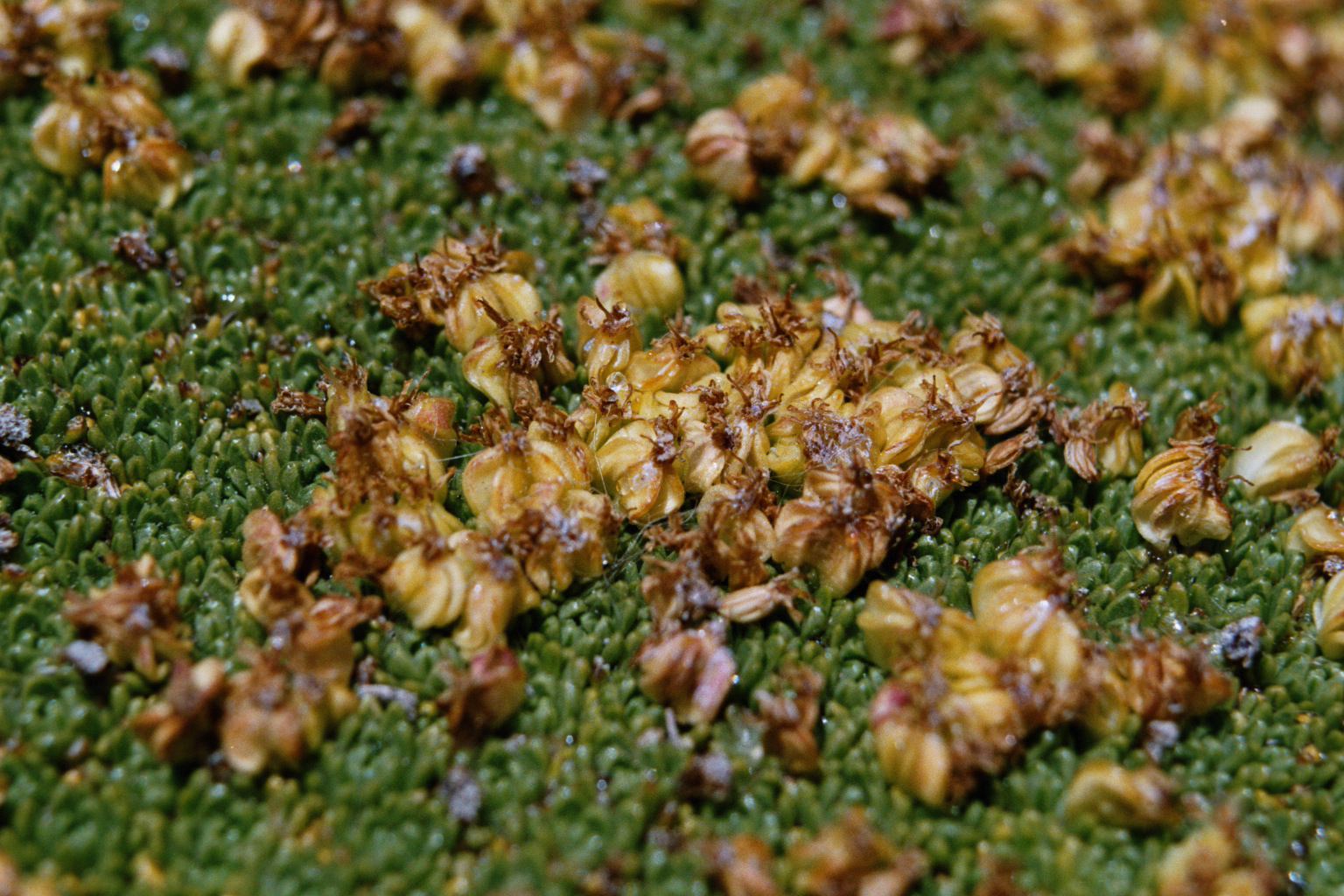
Detail plodů

## Rozšíření
Azorela nahloučená se vyskytuje v jihoamerických Andách od jižního Peru přes Bolívii po severní Chile a severozápadní Argentinu. Roste v nadmořských výškách od 2800 až po 5200 metrů v ekosystému známém jako puna. V některých oblastech puny tvoří výraznou a významnou složku vegetace, zpravidla označované jako yaretales či llaretales (podle španělského jména pro tuto rostlinu). Druh vyhledává písčité a kamenité, dobře propustné, středně živné půdy.

## Ekologické interakce
Květy azorely nahloučené jsou oboupohlavné a jsou opylovány hmyzem. Jsou rovněž schopné samoopylení.

## Taxonomie
Rod Azorella zahrnuje asi 30 druhů. V rámci čeledi Apiaceae je řazen společně s dalšími 21 rody do podčeledi Azorelloideae.

## Význam
Rostlina je v bezlesých oblastech jihoamerické puny významným zdrojem paliva. Je rovněž využívána v místní medicíně při ošetřování zranění, žaludečních chorobách, astma, bronchitidě a cukrovce. Rovněž pryskyřice získaná z této rostliny má rozličné místní využití.